# Eeltsje Hiddes Halbertsma
Eeltsje Hiddes Halbertsma (Grou, província de Frísia 1797-1858)
Metge i poeta, germà dels escriptors Joast (1789), Tsjalling (1792) i Binnert (1795) fou membre de la Frysk Genoatskap van Geschied Oudheid en Taalkunde el 1827 i de la Selskip foar Fryske Tael-en-Skrftekenisse. És autor de l'escrit filosòfic De lapekver Gabe Servar (1822) i conjuntament amb Rinse Posthumus Onze reis naar salgerterland (1836). També compongué l'himne nacional frisó De âlde Friezen.